# Oslo valkrets
Oslo valkrets är en valkrets som omfattar Oslo kommun och väljer 19 av Stortingets 169 ledamöter.
Valkretsen bildades 1921 som Kristiania och bytte jämte staden namn till Oslo 1925. Antalet mandat i valkretsen var från början sju men har sedan ökat stadigt och är 19 sedan år 2021.

## Valda ledamöter
Stortingsvalet i Norge 2013, 9 september 2013.Redigera Wikidata
- Jens Stoltenberg, Arbeiderpartiet
- Christian Tybring-Gjedde, Fremskrittspartiet
- Rasmus Hansson, Miljøpartiet De Grønne
- Kristin Vinje, Høyre
- Jan Bøhler, Arbeiderpartiet
- Marit Nybakk, Arbeiderpartiet
- Mudassar Kapur, Høyre
- Ola Elvestuen, Venstre
- Stefan Heggelund, Høyre
- Marianne Marthinsen, Arbeiderpartiet
- Trine Skei Grande, Venstre
- Hadia Tajik, Arbeiderpartiet
- Ine Marie Eriksen Søreide, Høyre
- Heikki Holmås, Sosialistisk Venstreparti
- Nikolai Astrup, Høyre
- Jonas Gahr Støre, Arbeiderpartiet
- Siv Jensen, Fremskrittspartiet
- Michael Tetzschner, Høyre
- Hans Olav Syversen, Kristelig Folkeparti

Stortingsvalet i Norge 2017, 11 september 2017.Redigera Wikidata
- Nikolai Astrup, Høyre
- Marianne Marthinsen, Arbeiderpartiet
- Heidi Nordby Lunde, Høyre
- Kari Elisabeth Kaski, Sosialistisk Venstreparti
- Bjørnar Moxnes, Rødt
- Ine Marie Eriksen Søreide, Høyre
- Siri Staalesen, Arbeiderpartiet
- Jonas Gahr Støre, Arbeiderpartiet
- Michael Tetzschner, Høyre
- Mudassar Kapur, Høyre
- Stefan Heggelund, Høyre
- Jan Bøhler, Arbeiderpartiet
- Une Bastholm, Miljøpartiet De Grønne
- Siv Jensen, Fremskrittspartiet
- Espen Barth Eide, Arbeiderpartiet
- Ola Elvestuen, Venstre
- Petter Eide, Sosialistisk Venstreparti
- Trine Skei Grande, Venstre
- Christian Tybring-Gjedde, Fremskrittspartiet

Stortingsvalet i Norge 2021, 13 september 2021.Redigera Wikidata
- Grunde Almeland, Venstre[1]
- Bjørnar Moxnes, Rødt[2]
- Guri Melby, Venstre[2]
- Heidi Nordby Lunde, Høyre[2]
- Mudassar Kapur, Høyre[1]
- Ine Marie Eriksen Søreide, Høyre[2]
- Trine Lise Sundnes, Arbeiderpartiet[1]
- Jonas Gahr Støre, Arbeiderpartiet[2]
- Christian Tybring-Gjedde, Fremskrittspartiet[1]
- Mathilde Tybring-Gjedde, Høyre[1]
- Kari Elisabeth Kaski, Sosialistisk Venstreparti[2]
- Rasmus Hansson, Miljøpartiet De Grønne[1]
- Seher Aydar, Rødt[1]
- Nikolai Astrup, Høyre[2]
- Marian Hussein, Sosialistisk Venstreparti[2]
- Lan Marie Berg, Miljøpartiet De Grønne[2]
- Ola Elvestuen, Venstre[1]
- Espen Barth Eide, Arbeiderpartiet[2]
- Kamzy Gunaratnam, Arbeiderpartiet[2]
- Andreas Sjalg Unneland, Sosialistisk Venstreparti[1]

1. 1 2 3 4 5 6 7 8 9  Innvalgte fra 1945 -, Stortinget, läs online.[källa från Wikidata]
2. 1 2 3 4 5 6 7 8 9 10 11  Innvalgte fra 1945 -, Stortinget, läs onlineläs online.[källa från Wikidata]